# ایگل سنتر (آیووا)
ایگل سنتر (به انگلیسی: Eagle Center) یک منطقهٔ مسکونی در ایالات متحده آمریکا است که در شهرستان بلک هاک، آیووا واقع شده‌است. ایگل سنتر ۲۸۹٫۸۷ متر بالاتر از سطح دریا واقع شده‌است.